# Schnäggeninseli
Le Schnäggeninseli est une île du lac de Brienz, sur le territoire de la commune d'Iseltwald dans le canton de Berne. Une petite chapelle s'élève sur cette propriété privée dépendant du château de Seeburg tout proche.
Cette île, à 250 mètres du rivage d'Iseltwald, est longue de 115 mètres et large de 40 mètres. Elle se trouve à une altitude de 570 m au-dessus de la mer, et culmine à 6 mètres au-dessus du niveau du lac. Elle est protégée au niveau cantonal pour son intérêt paysager.

## Toponymie
Les raisons de cette appellation Schnäggeninseli (l'« île aux escargots », en suisse-allemand) sont peu claires. Par hypothèse, les petites dimensions de l'île pourraient être à l'origine du nom, à moins que les moines du couvent d'Augustins d'Interlaken n'y aient exploité un élevage d'escargots.

## Histoire
Sous l'Ancien Régime, l'île appartenait à l'État de Berne. Le gouvernement de la République helvétique la donne vers 1800 au capitaine Christian Michel de Boningen, puis elle est cédée en 1825 pour 200 couronnes bernoises à Christian Abegglen, d'Iseltwald, établi à Thoune. Celui-ci la vend à son tour en 1828 au marquis (Alphée?) de Sinéty, acquéreur également du château de Seeburg, qui en reste propriétaire durant 45 ans, jusqu'en 1873.
De 1880 à 1896 on trouve ici le révérend britannique John Primatt Maud (1860–1932) (John Maud), qui cède ce bien à un autre Anglais, Edward Murray Oakley, de Sandgate, organiste à la cour d'Angleterre. Ce dernier fait construire sur l'île un pavillon, qu'il orne des bustes de musiciens célèbres.
Le château et l'île passent en 1906 à Gottfried Sigrist, homme d'affaires de Berne qui interdit l'accès public à l'île, établit un grand portail en ferronnerie au débarcadère, et, sur la presqu'île voisine, construit une nouvelle Seeburg, tandis qu'il fait démolir l'ancienne demeure (hôtel Belvédère), qu'il déplace plus haut dans le village d'Iseltwald (actuelle résidence estudiantine Burg). Sa veuve, Savina Sigrist cède en 1925 île et château à la Caisse d'épargne et de crédit du canton de Berne, société qui elle-même revend ces biens à la communauté de sœurs protestantes Diakonieverband Ländli.
Article traduit du Wikipedia allemand : Schnäggeninseli.